# Шабалінський район
Шаба́лінський район (рос. Шабалинский район) — район у складі Кіровської області Російської Федерації. Адміністративний центр — селище міського типу Ленінське.

## Історія
Район був утворений 1929 року у складі Котельницького округу Нижньогородського краю. До його складу увійшли Батаєвська, Ключевська та Красавська волості Котельницького повіту. 1934 року район увійшов до складу Кіровського краю, 1936 року увійшов до складу Кіровської області. Станом на 1941 рік у складі району було 6 сільрад та 237 колгоспів. 1955 року до району була приєднана територія ліквідованого Новотроїцького району, 1958 року — частина ліквідованого Черновського району.
7 грудня 2004 року, в рамках муніципальної реформи, у складі району були утворені 1 міське та 4 сільських поселень.

## Населення
Населення району складає 9365 осіб (2017; 9568 у 2016, 9760 у 2015, 9966 у 2014, 10180 у 2013, 10475 у 2012, 10791 у 2011, 10854 у 2010, 12021 у 2009, 14013 у 2002, 17551 у 1989, 22059 у 1979, 29159 у 1970).

## Адміністративний поділ
Станом на 2010 рік район адміністративно поділявся на 1 міське та 4 сільських поселень, до його складу входило 148 населених пунктів, з яких 61 не мали постійного населення, але ще не були зняті з обліку:
| Поселення                          | Площа, км² | Населення, осіб (2002) | Населення, осіб (2010) | Населення, осіб (2017) | Центр                | Населені пункти |
| ---------------------------------- | ---------- | ---------------------- | ---------------------- | ---------------------- | -------------------- | --------------- |
| Ленінське міське поселення         | 720,58     | 7128                   | 6356                   | 5706                   | смт Ленінське        | 38              |
| Високораменське сільське поселення | 722,00     | 1124                   | 766                    | 630                    | село Високораменське | 23              |
| Гостовське сільське поселення      | 1178,00    | 1911                   | 1205                   | 894                    | селище Гостовський   | 32              |
| Новотроїцьке сільське поселення    | 678,00     | 2213                   | 1813                   | 1583                   | село Новотроїцьке    | 27              |
| Черновське сільське поселення      | 617,00     | 1238                   | 714                    | 552                    | село Черновське      | 28              |

## Найбільші населені пункти
| №  | Населений пункт | Населення, осіб (2002) | Населення, осіб (2010) |
| -- | --------------- | ---------------------- | ---------------------- |
| 1  | Ленінське       | 5490                   | 5054                   |
| 2  | Новотроїцьке    | 1271                   | 1077                   |
| 3  | Гостовський     | 821                    | 628                    |
| 4  | Черновське      | 744                    | 458                    |
| 5  | Високораменське | 492                    | 351                    |
| 6  | Архангельське   | 463                    | 325                    |
| 7  | Соловецьке      | 332                    | 264                    |
| 8  | Жарніки         | 253                    | 232                    |
| 9  | Міхньонки       | 207                    | 170                    |
| 10 | Содом           | 218                    | 166                    |